# 安藝龜山站 (舊站)
安藝龜山站（日语：／ Aki-kameyama eki */?）曾經是一個位於廣島縣廣島市安佐北區可部町勝木，屬於西日本旅客鐵道（JR西日本）可部線的鐵路車站（廢站）。站名來自於設站時所在的廣島縣安佐郡龜山村，因日本國鐵在關西本線及飾磨港線已有同名的龜山站，故加上當地古代的令制國——安藝做為站名。
伴隨可部線非電氣化路段（可部－三段峽）的廢線，於2003年（平成15年）12月1日廢站。
2014年，在地方的請願下，JR西日本同意將可部車站起1.6公里區間整修並電氣化後復駛，其中復駛後的新終點站名為「安藝龜山站」（あき亀山駅），因與已廢站且發音相同的安藝龜山車站相距約4公里，為避免混淆，新設車站的站名前兩字改以平假名表示。

## 相鄰車站
西日本旅客鐵道
可部線
今井田－安藝龜山－毛木